# پل هرمن
پل هرمن (به انگلیسی: Paul Herman) (زاده ۲۹ مارس ۱۹۴۶ – درگذشته ۲۹ مارس ۲۰۲۲)، بازیگر آمریکایی بود.
از فیلم‌های معروف او می‌توان به بازی در فیلم رفقای خوب، نزدیک‌ترین خویشاوند، در سوپ، تغییر سریع و پشت‌بام‌ها اشاره کرد.